# Borbáth Ottília
Borbáth Ottília (Marosvásárhely, 1946. november 26. –) romániai magyar színésznő.

## Életpályája
Szülei: Borbáth Andor (1912–2000) magyar orvos és Balázs Anna voltak. 1964–1968 között a marosvásárhelyi Szentgyörgyi István Színművészeti Főiskola hallgatója volt. 1968–1979 között a Sepsiszentgyörgyi Állami Magyar Színház tagja volt. 1979-ben jött Magyarországra. 1979–1987 között, valamint 1991–1995 között a kecskeméti Katona József Színház színésznője volt. 1987-1988-ban a Jurta Színház társulatában szerepelt, 1987–1991 között a Pécsi Nemzeti Színházban lépett fel. 1995 óta szabadúszó színművész. 2002-tól a Pesti Művész Színház társulatának a tagja, 2019-től a Spirit Színház társulatának tagja volt.
Egyaránt játszik hősnőket és karakterszerepeket. Művészetét intellektuális, szikár játékstílus jellemzi.

## Színházi szerepei

### Borbáth Ottília-ként
- Móricz Zsigmond: Úri muri....Rozika
- Ördögh Szilveszter: Kapuk Thébában....Iokaszté
- Katona József: Ziska vagyis a husziták első pártütése Csehországban....Ziska leánya
- Karinthy Ferenc: Gellérthegyi álmok....Lány
- Barta Lajos: Szerelem....Nelli
- Anouilh: Becket, vagy Isten becsülete....A Királyné/Anyakirályné
- Gribojedov: Az ész bajjal jár....Liza
- Feydeau: Osztrigás Mici....Petyponné
- Carlo Goldoni: A chioggiai csetepaté....Orsetta
- Csiki László: Nagypapa látni akar benneteket....Feleség
- Gogol: Házasság (Háztűznéző)....Agafja Tyihonovna
- Hernádi Gyula: Drakula....Drakula D.
- Fejes Endre: Az angyalarcú....Tinka
- Páskándi Géza: Az ígéret ostroma, avagy félhold és telihold....Panka
- Katona József: Bánk bán....Gertrudis királyné
- Kertész Ákos: Névnap....Juli
- Páskándi Géza: Isten csalétkei - II. Rákóczi Ferenc....Pálffy grófnő
- Dumas: London királya, avagy Kean, a színész....Elena Koefeld
- Szophoklész: Antigoné....Antigoné
- Csehov: Háztűznéző....Natalja
- Csehov: Medve....Popova
- Nemeskürty István: Hantjával ez takar....Juci
- Tolcsvay László: Szép magyar komédia....Galathea
- Kányádi Sándor: Négyszemközt estefelé....Asszony
- Szakonyi Károly: Kardok, kalodák....Mecséry Katalin
- Páskándi Géza: Átkozottak....Konstancia
- William Shakespeare: Lear király....Goneril
- Bibbiena: Kalandria....Fulvia
- Bencsik Imre: Pillanatnyi pénzzavar....Edit
- Herczeg Ferenc: Bizánc....Zenóbia
- Tolnai Ottó: Izéke homokozója, avagy a mammuttemető....
- Páskándi Géza: A vigéc....Margit
- Nyirő József: Jézusfaragó ember....Anikó
- Végh Antal: Epizódok egy helytartó életéből....Nő
- Jókai Mór: A kőszívű ember fiai....Alfonsine; Plankenhorst Antoinette
- Örkény István: Macskajáték....Ilus; Giza
- Móricz Zsigmond: Rokonok....Magdaléna
- Carlo Goldoni: Mirandolina....Színésznő
- Kálmán Imre: A Montmartre-i ibolya....
- Schiller: Ármány és szerelem....Millerné
- Illyés Gyula: A különc....Özv. Batthyány Lajosné
- Schubert-Horváth: Piaf Piaf....
- Beaumarchais: Figaro házassága, vagy: egy napi bolondság....
- Vörösmarty Mihály: Csongor és Tünde....Mirigy
- Murrell: Sarah Bernhardt avagy a languszta sikolya....Sarah Bernhardt
- Ayckbourn: Hálószoba-komédia....
- Pozsgai Zsolt: Szerelem bolondulásig....
- Pozsgai Zsolt: Ha megjön Kabos....Polláck mama
- Hubay Miklós: Egy faun éjszakája, avagy hová lett a rózsa lelke?....Emy
- Szabó Magda: Szent Bertalan nappala....Királyné
- Örkény István: Kulcskeresők....Erika
- Madách Imre: Az ember tragédiája....
- Hedry Mária: Kukamese....Komposzt Anyó
- Vaszary János: Ma éjjel szabad vagyok....Adél

### Borbáth Ottilia-ként
- Népliget-story...
- William Shakespeare: Szentivánéji álom....Hippolyta
- Hauptmann: Naplemente előtt....Bettina Clausen
- Molière: Tartuffe....Pernelle asszony
- Móricz Zsigmond: Légy jó mindhalálig....Doroghyné
- Ödön von Horváth: Mesél a bécsi erdő....Valéria
- Huszka Jenő: Lili bárónő....Illésházy Agatha grófnő
- Kesey: Kakukkfészek....Ratched nővér
- Maugham: Imádok férjhez menni....Mrs. Chuttlewort
- Göncz Árpád: Mérleg....A nő
- Göncz Árpád: Rácsok....Orvosnő
- Grimm: Suszter és a karácsonyi manók....Suszterné
- Andersen: Kis Hableány....Ursula

## Filmjei

### Játékfilmek
- Bolondos vakáció (1967)
- Kabala (1982)
- Szeretők (1984)
- Megfelelő ember kényes feladatra (1984)
- A nagy generáció (1985)
- A rejtőzködő (1985)
- Valahol Magyarországon (1987)
- Jézus Krisztus horoszkópja (1988)
- Az operaház fantomja (1989)
- Ismeretlen ismerős (1989)
- Az utolsó nyáron (1991)
- Üvegtigris (2001)
- Mrs. Ratcliffe forradalma (2007)
- Kaméleon (2008)

### Tévéfilmek
- A legnagyobb sűrűség közepe (1981)
- Faustus doktor boldogságos pokoljárása (1982)
- A béke szigete (1983)
- Postarablók (1985)
- Kémeri (1985)
- Linda (1986)
- Nyolc évszak (1987)
- A tanítónő (1988)
- Családi kör (1989-1990)
- Égető Eszter (1989)
- Halállista (1989)
- Szomszédok (1992)
- Családi album (2000)
- Szeress most! (2004)
- Tűzvonalban (2008)
- A katedrális (2010)
- Jóban Rosszban (2010-2012, 2021)
- A néma szemtanú (2011)
- Zsaruk (2015)
- Barátok közt (2005, 2016–2018) (Gál Irma)
- A mi kis falunk (2019)
- Jófiúk (2019)
- Drága örökösök – A visszatérés (2023–2024)
- Marsra magyar! (2023)
- …a szomszéd tehene (2024)

## Szinkronszerepei
- A törvényenkívüli: Guadalupe, Rio nagynénje – Mimi Aguglia
- Aki legyőzte Al Caponét: Anyuka a pályaudvaron – Melody Rae
- Antonia – Könnyek a paradicsomban: Alexandra von Ahrendorff grógnő – Martina Servatius
- Az egymillió dolláros kacsa: Eunice Hooper – Virginia Vincent
- Bűvölet: Giovanna Medici – Paola Pitagora
- Rosemary gyermeke: Grace Cardiff – Hanna Landy